# Бай Ганьо тръгва из Европа (филм)
„Бай Ганьо тръгва из Европа“ е български игрален филм (сатира, драма) от 1991 година на режисьора Иван Ничев по сценарий на Марко Стойчев. Оператори са Яцек Тодоров и Георги Николов. Художници са Анна Маркова, Елка Тодорова и Ангел Ахрянов. Музиката във филма е композирана от Мариана Вълканова.
Създаден е по фейлетона „Бай Ганьо тръгва из Европа“ на Алеко Константинов.

Това е по-кратка версия на 5-серийния телевизионен игрален филм „Бай Ганьо“, предназначена за прожектиране в кинозалите.

## Състав

### Актьорски състав
| Изпълнител                                            | Роля              |
| ----------------------------------------------------- | ----------------- |
| Георги Калоянчев                                      | Бай Ганьо         |
| Стоян Алексиев                                        | Щастливеца        |
| Леда Тасева                                           | майката на Иречек |
| Пламен Сираков                                        | Иречек            |
| Филип Трифонов                                        | Бодков            |
| Гинка Станчева                                        |                   |
| Силвия Въргова                                        |                   |
| Валя Пирьова                                          |                   |
| Емил Котев                                            |                   |
| Александър Морфов                                     |                   |
| Калин Арсов                                           |                   |
| Джоко Росич                                           | сърбин            |
| Пейчо Пейчев                                          |                   |
| Димитър Дуков                                         |                   |
| Кина Мутафова                                         |                   |
| Пенка Цицелкова                                       |                   |
| Светла Гергова                                        |                   |
| Иван Дервишев                                         |                   |
| Теодор Юруков (като Тео Юруков)                       |                   |
| Недялко Недялков                                      |                   |
| Коста Динков                                          |                   |
| Жарко Павлович                                        |                   |
| Димитър Георгиев                                      |                   |
| Крикор Хугасян                                        |                   |
| Магардич Хрант                                        |                   |
| Велизар Бонев                                         |                   |
| Георги Фратев (не е посочен в надписите на филма)     | бащата на Иречек  |
| Ана Гунчева (не е посочена в надписите на филма)      |                   |
| Милко Хатев (не е посочен в надписите на филма)       |                   |
| Таня Владимирова (не е посочена в надписите на филма) |                   |

### Творчески и технически екип
| Режисьор           | Иван Ничев                                              |
| Сценарий           | Марко Стойчев                                           |
| Оператори          | Яцек Тодоров Георги Николов                             |
| Художници          | Анна Маркова Елка Тодорова Ангел Ахрянов                |
| Грим               | Николина Воденичарова                                   |
| Музика             | Мариана Вълканова                                       |
| Звук               | Христо Д. Христов                                       |
| Редактори          | Михаил Кирков Иван Дечев                                |
| Монтаж             | Ани Чернева                                             |
| Директор           | Силвин Панков                                           |
| Консултанти        | Никола Петров проф. Георги Георгиев                     |
| Втори режисьор     | Соня Василева                                           |
| Втори оператор     | Константин Гошев                                        |
| Втори художници    | Майски Желязков Татяна Стоева Мариана Михайлова         |
| Асистент-режисьор  | Иван Неделчев                                           |
| Асистент-оператори | Александър Хатисов Александър Александров               |
| Скриптер           | Валерия Дилова                                          |
| Комбинирани снимки | Тотьо Начев                                             |
| График             | Владимир Колев                                          |
| Цветен четец       | Габриела Мирчева                                        |
| Фотограф           | Румен Йорданов                                          |
| Тонтехници         | Сергей Павлов Любомир Луканов                           |
| Гардероб           | Паунка Дичева Маргарита Трасиева                        |
| Реквизит           | Красимир Цеков                                          |
| Осветление         | Едуард Тошев Валери Кирилов Румен Идакиев Борис Антонов |
| Организатори       | Валентин Москов Светла Николова                         |
| Производство       | Студия за игрални филми „Бояна“ /Copyright © 1991/      |